# Argentino del Valle Larrabure
Argentino del Valle Larrabure (Tucumán, 6 de junio de 1932 - Rosario, 19 de agosto de 1975) fue un militar argentino. Miembro del Ejército Argentino y con el grado de Coronel (Post mortem), fue víctima de un secuestro, cautiverio y muerte en manos del Ejército Revolucionario del Pueblo (ERP) en el año 1975. Mientras se desempeñaba como subdirector de la Fábrica Militar de Pólvoras y Explosivos Villa María, fue secuestrado el 12 de agosto de 1974 durante el gobierno constitucional de María Estela Martínez de Perón por la organización guerrillera ERP y permaneció cautivo 372 días en una denominada «cárcel del pueblo», hasta su muerte. La versión más aceptada y difundida apunta a que fue asesinado, mientras que el ERP aseguró que se había suicidado. Las autopsias realizadas sobre el cuerpo no permitieron determinar con certeza si fue un suicidio o un homicidio.
La primera autopsia dictaminó «muerte por estrangulación». El profesor Paul H. Lewis, experto de la Universidad de Tulane, Nueva Orleans, escribió: "Larrabure estaba en medio de un canto cuando sus captores lo estrangularon con un cable y, moribundo, recibió un golpe mortal en el cráneo". Otras opiniones resaltan que: "Con su salud quebrantada y en el límite de sus fuerzas, es casi imposible que se suicidara".[cita requerida] Ya que supuestamente era asmático y estuvo casi un año encerrado en un pozo con poco aire,[cita requerida] dónde no tendría forma de hacer actividad física y donde supuestamente estuvo tan mal alimentado que perdió 48 kilos.[cita requerida] Una visión opuesta es la de Carlos del Frade, periodista y diputado provincial por el Frente Social y Popular (FSP) de la provincia de Santa Fe, quien afirmó que los resultados de la autopsia no permiten concluir en un sentido ni en otro, pero aun así determinó al respecto de la muerte:

En síntesis, la autopsia practicada en el cuerpo de Larrabure jamás ofreció como conclusión la certeza de un homicidio, al contrario, era un cadáver que presentaba indicios de buena alimentación y buen cuidado sin la menor marca de tortura o golpe alguno. Larrabure no estaba siendo castigado ni tampoco mal alimentado. No se lo iba a matar. Eso se desprende de las autopsias practicadas el 24 de agosto y confirmadas hasta fines de setiembre de 1975, según precisan las fuentes consultadas para esta investigación. Es probable que esto figure en el expediente judicial. Fueron aquellos dos jueces porteños, Febres y Niclison, los que impusieron la teoría del homicidio mucho antes de practicarse el primer examen. Larrabure no fue asesinado. El Ejército y la Policía Federal en complicidad con aquellos magistrados inventaron la historia oficial del supuesto homicidio. Sirvió para impulsar el genocidio. Nada más y nada menos.
Carlos del Frade, 2008.

En 2007, su hijo Arturo Cirilo Larrabure (vicepresidente del Centro de Estudios Legales sobre el Terrorismo y sus Víctimas, o CELTYV) emprendió lo que fue calificado por el diario Página/12 como una "campaña judicial y mediática" para que la justicia reabriera el caso —que se encontraba prescrito— como un crimen de lesa humanidad. La Procuración General de la Nación desestimó el caso y denegó la consideración del mismo como crimen de lesa humanidad. Posteriormente el juez de la causa la consideró prescrita. En paralelo, se abrió una «investigación por la verdad» para determinar los hechos.
En el año 2022 la Santa Sede habilitó una revisión del caso con el fin de poder iniciar un proceso formal de canonización. Asimismo, Arturo Larrabure (hijo) y los miembros del comité del proceso fueron recibidos por el Papa Francisco, luego siendo Larrabure declarado Siervo de Dios el 14 de marzo de 2023.

## Biografía
Se había casado el 8 de diciembre de 1955 con María Susana de San Martín y tuvo dos hijos: María Susana nacida el 15 de octubre de 1956 y Arturo Cirilo nacido el 26 de junio de 1959. En febrero de 1974, poco antes de su secuestro, había obtenido que la Justicia de Menores de Villa María le otorgara la guarda de un menor de nueve años, Jorge Alberto, que pasó a ser parte de su familia.

### Estudios y carrera militar
Era el séptimo hijo del matrimonio de clase media integrado por Cirilo Larrabure y Carmen Conde, de pequeño lo apodaban Quintino y, ya de grande, Vasco.
Estudió en su ciudad natal en el colegio Tulio García Fernández. En 1950 ingresó en el Colegio Militar de la Nación, en Infantería. Egresó el 1 de diciembre de 1952 con el grado de subteniente.
Su destino inicial fue en el Regimiento de Infantería 19 de San Miguel de Tucumán y al año siguiente se lo trasladó a Buenos Aires. En 1960 ingresó a la Escuela Superior Técnica en la cual cinco años después se recibió de Oficial Ingeniero Militar y su calificación fue siempre la máxima posible. Al terminar sus estudios fue destinado a la Fábrica Militar de Tolueno Sintético de Campana, ya con el grado de capitán, desempeñándose primero como auxiliar técnico de la dirección y luego de seis meses como jefe de producción.
En 1968 siguió el curso básico de Comando en la Escuela Superior de Guerra y pasó como jefe de laboratorios al Comando de Intendencia, cargo que dejó en diciembre de 1969 para ocupar la subdirección de la Fábrica Militar de Pólvora y Explosivos de Villa María. Allí en abril de 1970 se hizo cargo de la jefatura de producción reteniendo el cargo de subdirector. A comienzos de 1972 se lo designó para seguir un curso en el Instituto Militar de Ingeniería (del portugués  Instituto Militar de Engenharia), de Río de Janeiro por lo cual permaneció durante 1972 y 1973 en Brasil cursando Extensión en Química, alcanzando las más altas calificaciones y recibiendo la condecoración de la Orden del Pacificador y a su retorno en enero de 1974 volvió a su destino anterior.

### Copamiento de la fábrica militar de Villa María
El sábado 10 de agosto de 1974 durante el gobierno constitucional de María Estela Martínez de Perón integrantes del Ejército Revolucionario del Pueblo coparon el motel Pasatiempo como paso previo al ataque a la fábrica militar ubicada a nueve cuadras del lugar. Varias parejas guerrilleras, llegadas con anterioridad, ya habían ocupado habitaciones del establecimiento, que en pocos minutos se convirtieron en cuartel general del operativo. Cuando una pareja en automóvil llegó al lugar pero se retiró porque al ver el edificio a oscuras supuso que estaba cerrado, algunos de los guerrilleros que actuaban en el exterior comenzaron a disparar sin resultado contra el automóvil y ello provocó un operativo policial en la zona que hizo precipitar el ataque a la fábrica. En el enfrentamiento fue muerto el cabo Marcelino Cuello de la policía provincial y hubo cuatro efectivos heridos.
Esa noche se realizaba una cena en el casino de la Fábrica Militar de Pólvoras y Explosivos a la cual asistía gran parte del personal que vivía en la fábrica, la mayoría civiles, incluyendo al mayor Larrabure y su esposa. Aproximadamente a la una de la mañana del domingo 11 el conscripto Mario Pettiggiani ―estudiante de arquitectura― cortó con una pinza el cerco perimetral de la fábrica para permitir el ingreso de un comando compuesto por unos 70 integrantes del ERP, fuertemente armados. Luego de dominar a los efectivos de guardia, ocasión en que dispararon contra un centinela dejándolo hemipléjico en forma permanente, ingresaron en el Casino y preguntaron por el director de la fábrica ―el teniente coronel Osvaldo Jorge Guardone, que no se hallaba presente―, por el mayor Larrabure y por el capitán García, ingeniero químico, y al identificarse estos últimos los llevaron con ellos a los vehículos que les aguardaban. También intentaron capturar al director en su casa ubicada dentro del predio de la fábrica pero el mismo se defendió, mató a uno de los asaltantes y puso en fuga a los restantes.
Cuando eran llevados hacia un automóvil, el capitán García intentó fugarse y fue malherido pero igualmente se lo subió a los vehículos junto a Larrabure abandonando el lugar. Más adelante García fue abandonado por los captores gravemente herido. El combate que se desarrolló esa madrugada arrojó un saldo de un policía muerto y siete heridos, entre policías y militares. Se estima que los guerrilleros se llevaron unos 120 fusiles FAL, otras armas y diversos explosivos y tuvieron dos muertos y siete u ocho heridos. Además horas después del copamiento, al intentar eludir un control policial, chocó un vehículo en el que presuntamente iban dos participantes del ataque resultando muerto uno de ellos y detenido el otro.

### Cautiverio y muerte del coronel Larrabure
Inicialmente Larrabure permaneció cautivo en un lugar no identificado y el día 3 de noviembre de 1974 fue llevado al sitio donde permanecería hasta su muerte. La celda se hallaba bajo un local y vivienda ubicado en Garay 3254, en la ochava noroeste de la intersección de la calle Garay y el pasaje Bariloche, en el humilde barrio Bellavista, en el extremo suroeste de la ciudad de Rosario. Allí funcionaba una mercería atendida por una mujer joven; en la vivienda habitaban, además, su esposo, su madre y los dos hijos pequeños del matrimonio.
El propio Larrabure dejó escrita la descripción del lugar:

Aprecio que mi celda es una excavación porque carece de ventanas y una de las paredes laterales está burdamente revocada a cemento. El frente es de idéntica composición. El contrafrente es una pared de ladrillos huecos y una reja de aproximadamente 40 por 60 y el costado una divisoria de madera compactada. La puerta de igual material da a un pasillo, donde vi otra lúgubre y húmeda celda. Dos tubos de plástico negro de unos dos centímetros de diámetro conectan con el exterior y permiten la aireación mediante un extractor eléctrico cuyo funcionamiento depende de mis captores. Yo padezco la terrible desventura de pensar que puede dejar de funcionar y aumenta mi congoja de sentirme ahogado en este nicho donde el aire húmedo y enrarecido aumenta el asma que quebranta mi fuerza física.
Argentino Larrabure

Había un catre y un retrete portátil y una celda contigua, ocupada sucesivamente por varios cautivos que luego reconocieron el lugar, a las que se llegaba a través del “placard” del dormitorio de la pareja. La única luz de las celdas provenía de un tubo fluorescente encendido o apagado a criterio de los carceleros.
Durante su prisión, su familia recibió en su casa siete cartas de Larrabure, que a su vez ellos respondían por medio de solicitadas en distintos diarios, que Larrabure leía cuando sus secuestradores así lo decidían. Enviaba mensajes de esperanza y de amor a su familia, e instaba al perdón y la fe, en papeles en cuyo margen izquierdo resaltaba el membrete de la organización guerrillera. El 18 de junio le llegó a la familia como prueba de vida una fotografía,
En determinado momento, Larrabure comenzó a escribir su diario donde detalló su vida en cautiverio hasta el 3 de enero de 1975 en que se interrumpió. En 1977, la revista Gente se lo compró a un guerrillero y lo publicó. Allí se pueden leer, entre otras cosas, que se refería a sus captores, a diferencia de como lo hacía en las cartas a su familia, como «medrosos y pusilánimes», «valientes en las sombras» e «impulsivos, cortantes y autoritarios».
Pocos días después del hecho los guerrilleros pidieron la libertad de cinco de sus integrantes presos a cambio de Larrabure pero el gobierno mantuvo la política que había seguido hasta entonces de no negociar. Según escribió en el diario los guerrilleros pretendían que el militar colaborara con ellos aprovechando sus conocimientos técnicos y militares a cambio de conservar su vida.
Luego de 372 días de cautiverio, Larrabure murió el 19 de agosto de 1975, fecha ratificada por el ERP en un comunicado, y el 23 de agosto de 1975 apareció su cadáver (envuelto en una sábana y una frazada) en un zanjón próximo al cruce de la avenida Ovidio Lagos y calle Muñoz, poco antes de la salida de la ruta nacional 178.

### Versiones sobre su muerte
El Ejército sostuvo que Larrabure había sido torturado y asesinado por los guerrilleros. Según la versión del profesor Paul H. Lewis, Larraburre estaba en medio de un canto cuando sus captores procedieron a estrangularlo con un cable, y que el moribundo militar recibió el golpe mortal en el cráneo. Estas afirmaciones son coherentes con la información producida por el Ejército. Según el periodista Carlos del Frade, la primera autopsia ―realizada el 24 de agosto de 1975― no aclaró si Argentino Larrabure fue estrangulado o si se ahorcó.
Según sus captores del ERP, Larrabure había sido presa de una profunda depresión y se había suicidado ahorcándose en un descuido de sus captores.  El ERP declaró lo siguiente : “Acostumbrado a torturar y fusilar a todo combatiente que cae en sus manos, el Ejército quiere justificar su miserable actitud atribuyendo falsamente a los revolucionarios los mismos métodos que él utiliza”. El expediente original de la causa, que incluye la autopsia realizada en el momento del hallazgo del cuerpo, dice con absoluta claridad que no hubo tortura ni asesinato. Ese indispensable documento de obvio interés público descansa en la Cámara Federal de Apelaciones de Rosario y coincide en ese punto el empresario René Vicari, quien compartió el cautiverio con el militar.
A su vez, el mismo Larrabure, en su diario escribió que 

Estar cautivo de estos «próceres» es como estar atrapado en una telaraña, donde sustraídos del medio nos vemos impotentes para liberarnos pero mantenemos la esperanza de una muerte.
Argentino Larrabure

Sin embargo, esta versión ha sido criticada, en primer lugar por la profunda fe católica y la integridad que mostró durante su cautiverio. Larrabure era consciente de que el suicidio para la Iglesia Católica es indicio casi seguro de condenación. Y en segundo lugar, porque su cadáver pesaba aproximadamente 40 kilogramos cuando fue encontrado, lo que muestra claras señales de que no podría tener la vitalidad suficiente para realizar cualquier acto como fuera colgarse. A esto se le agrega el tamaño de la celda en la que se encontraba, que supuestamente tampoco permitiría esto.

### Autopsia
La primera autopsia, realizada a las ocho de la mañana determinó que “La muerte de Argentino del Valle Larrabure fue producida por asfixia por estrangulación”. El 27 de septiembre de 1975, otro informe elaborado por los médicos forenses Avelino Do Pico y Guillermo Osman Dick, determinó que “no surgen lesiones producidas por el paso de corriente eléctrica”.

## Homenajes brindados
El mayor Argentino Larrabure ascendió a teniente coronel estando en cautiverio —único caso hasta la fecha registrado en el país— y se le concedió post mórtem el grado de coronel. Sus restos se encuentran en el Panteón de la Sociedad de Socorros Mutuos del cementerio de la Chacarita en la ciudad de Buenos Aires.
El Ejército le rinde su homenaje cada año.
Después de su muerte se le dio su nombre:
- a la promoción N.º 82 del Colegio Militar de la Nación a la cual pertenecía.
- a una calle en la ciudad de Tafí Viejo (Tucumán).
- a una calle en la ciudad de Campana (en cuya fábrica militar trabajó Larrabure), pero ya en democracia se derogó parcialmente esa nomenclatura.
- a una calle en la ciudad de Villa María (en cuya fábrica militar trabajó Larrabure), pero en 2006 se derogó esa nomenclatura.

- En el año 2019, en Yerba Buena, Tucumán, se nombró una calle en su honor.[28]
- Ese mismo año se inauguró un laboratorio de química en la Facultad de Ingeniería del Ejército que lleva su nombre. Para la apertura se realizó un acto en su memoria.[29]
- En 1990 se colocó un busto a Larrabure en la plaza Mitre de la ciudad de Buenos Aires, escultura en bronce del artista Juan Carlos Ferraro, donado por la promoción n.º 82 del Colegio Militar de la Nación.[30] Otro se descubrió en 1995 en la plaza Mitre de la ciudad de Buenos Aires.
- Su hijo Arturo Cirilo Larrabure escribió el libro Canto a la Patria en el que narra la vida de su padre en sus distintas facetas.[19]
- En 2022 la Santa Sede habilitó a Larrabure para recibir un proceso formal de canonización.[31][32] La causa fue impulsada por el monseñor Santiago Olivera.[13][14] Larrabure fue declarado Siervo de Dios el 14 de marzo de 2023,[16][17] el primer paso en el proceso de beatificación:

"A Dios, que con tu sabiduría omnipotente has determinado este derrotero de calvario, a ti invoco permanentemente para que me des fuerzas."
Argentino de Valle Larrabure

## Investigación judicial de su muerte

### Causa original
En agosto de 1975, el Juzgado Federal n.º 1 de Rosario comenzó con la causa llamada «Larrabure, Argentino del Valle s/ su muerte» (expediente n.º 27.513/1975). Dentro de esta se ordenó la autopsia del cuerpo.
El mismo día del informe de la primera autopsia, el 24 de agosto de 1975, los jueces federales declararon que se trataba de un homicidio. A su vez, un segundo informe forense elaborado en septiembre de 1975 determinó que «no surgen lesiones producidas por el paso de corriente eléctrica».
El 11 de octubre de 1977, el Juzgado Federal n.º 1 de Rosario resolvió «sobreseer provisionalmente la presente causa (artículo 435, inciso 2.º del Código de Procedimientos en lo Criminal de la Nación), dejándose el juicio abierto hasta la aparición de nuevos datos o comprobantes salvo el caso de prescripción», con lo cual se dio por cerrada la causa.

### Reapertura de la causa

#### Pedido del hijo de Larrabure
En febrero de 2007, el hijo de Argentino Larraburre, Arturo Cirilo Larrabure, motivado por la reapertura de los juicios contra los perpetradores de crímenes de lesa humanidad desde las fuerzas represivas del estado y tras haber sido cerrada la causa en 1977, durante la dictadura cívico militar , presentó en el Juzgado Federal n.º 1 de Rosario una solicitud de reapertura de la causa original mediante la intención de equiparar del mismo como delito de lesa humanidad, junto a su aceptación como querellante en la causa. Allí sostuvo que el crimen de su padre se correspondía con la definición de un delito de lesa humanidad según el Estatuto de Roma.
La presentación habla sobre una supuesta "amnistía encubierta para los guerrilleros",  que los jueces promueven la misma «inspirados por un evidente propósito de hostilidad». De esto culpa a que «la soberbia armada no ha muerto, está exultante, aunque parezca mentira». Y llega a acusar a miembros del gobierno, pero sin identificarlos, de ser «exterroristas», que «ponderan su lucha, negándose a toda autocrítica».
Además, endilga a los magistrados de cobardía por "no haber dictado ninguna condena contra guerrilleros entre el 25.5.73 y el 24.3.76", omitiendo hacer referencia alguna a la represión clandestina que operó contra las organizaciones guerrilleras o al hecho de que aquellos detenidos en los hechos que enumera ("Formosa, Azul, Villa María, Catamarca") si bien no fueron condenados por tribunales civiles, sí fueron en muchos casos víctimas de desaparición forzada, o cumplieron pena de prisión hasta el regreso de la democracia en 1983. Luego insta al juez de la causa a optar «entre la memoria o la historia, el coraje o la cobardía, la conveniencia o los valores, la justicia o la política; la jurisprudencia internacional o los sofismas ideados para amnistiar a los guerrilleros». Por último, Arturo Larrabure cita una carta de Oscar del Barco, antiguo militante del ERP, sosteniendo que «Santucho, Firmenich, Quieto y Galimberti, por una parte, y Menéndez, Videla o Massera, por la otra» eran lo mismo. Esta misma carta declara que el poeta y periodista Juan Gelman (1930-2014), cuyos hijos y nuera embarazada fueron torturados y asesinados en 1976, por haber sido parte de Montoneros debería pedir perdón por sus crímenes, y debería suicidarse.

Debe confesar esos crímenes y pedir perdón por lo menos a la sociedad. No un perdón verbal sino el perdón real que implica la supresión de uno mismo.

#### Juzgado Federal n.º 1 de Rosario
El juez federal n.º 4 Germán Sutter Schneider, aceptó los pedidos de Arturo Larrabure y de acuerdo al procedimiento, corrió vista al fiscal federal n.º 2 de Rosario, Francisco Sosa para que realice un dictamen sobre la causa.
El 5 de marzo de 2007, Francisco Sosa presentó su dictamen en el que solicitó se declarara la extinción de la acción penal por prescripción; dado que se estaba ante delitos comunes. El juez, ante este dictamen, en vez de consultar a la Cámara Federal de Apelaciones, según el mecanismo de consulta, volvió a correr vista del fiscal Sosa, por no encontrarse de acuerdo con sus conclusiones. Sosa reiteró su criterio anterior, por entender que los crímenes sufridos por Larrabure no encuadran “(…) en los caracteres y elementos constitutivos del concepto de ‘delito de lesa humanidad’ (…)”. Esta metodología se volvió a utilizarse, al menos, dos veces más, tanto con el fiscal Sosa como con el fiscal federal subrogante n.º 1 de Rosario, Marcelo Degiovanni.
Luego, el juez Sutter Schneider otorgó la intervención a la Fiscalía General, la cual en un primer momento devolvió las actuaciones al juzgado, por «no verificarse los requisitos para la consulta que se efectuaba». Sin embargo, luego el juez volvió a correr vista al fiscal general federal de Rosario, Claudio Palacín, sin respaldo normativo para dicha consulta, y realizando un cambio injustificado de la ley procesal al caso.
En consecuencia, el fiscal general Claudio Palacín, realizó un dictamen sobre el caso. En este, se utilizó como única fuente histórica un libro del escritor Pablo Pozzi, que luego repite en sus conclusiones palabra por palabra. Además, se compara el copamiento de la fábrica militar de Villa María a los hechos ocurridos en el cuartel de la Tablada los días 23 y 24 de enero de 1989. Incluso advierte que “dejar afuera de la categoría jurídica de crímenes contra la humanidad este caso concreto (…) podría alentar en el futuro nuevas acciones criminales de lesa humanidad, como las que aquí nos toca analizar".
Finalmente, en sus conclusiones, dijo que "el desarrollo de las organizaciones guerrilleras en la Argentina escapa a tipificaciones simplistas; el ERP/PRT no era una fuerza progresista, sino una organización revolucionaria que pretendía instaurar una sociedad marxista inspirada por el faro de la Revolución cubana. Desde sus orígenes, consideró que la vía pacífica al socialismo era una imposibilidad, por lo que el cambio social solo podría llegar a través de una guerra revolucionaria" agregando que "la violación de los derechos humanos de Larrabure tuvo lugar en ocasión de un conflicto armado, conforme los lineamientos de la jurisprudencia internacional que en la causa Milosevic ha explicado que el concepto de 'conflicto armado' requiere únicamente que existan grupos armados organizados que sean capaces de librar combate y que de hecho lo hagan" motivo por el cual apoyó la opinión del juez de primera instancia y de abrir una causa paralela como investigación por la verdad. Además, de acuerdo a la normativa, solicitó la intervención de la Unidad Fiscal de Coordinación y Seguimiento de las causas por violaciones a los Derechos Humanos cometidas durante el terrorismo de Estado.
Los fiscales de Rosario Saccone y Moisés Vázquez opusieron un planteo de nulidad sosteniendo que los delitos atribuidos a una organización guerrillera no encuadran en esa calificación, que está reservada a los casos en que ha mediado la intervención del Estado, motivo por el cual la acción penal se habría extinguido por prescripción y solamente la Cámara Federal podía habilitar la investigación.

#### Unidad Fiscal de Seguimiento de las causas por violaciones a los Derechos Humanos
Luego de ser derivada la causa a la unidad, el fiscal general, Jorge Auat, y el director general de la misma, Pablo Parenti, realizaron una resolución pormenorizada donde desmentían las conclusiones del fiscal Palacino y dictaminaron que:

Los hechos que damnificaron al Teniente Coronel Argentino Del Valle Larrabure no pueden considerarse crímenes contra la humanidad, en tanto esa categoría de delitos, a la fecha de comisión de los acontecimientos del caso, estaba formulada solo para ilícitos cometidos por el Estado o por organizaciones vinculadas a él. Tampoco la categoría de crímenes de guerra es aplicable a los hechos del caso. Ello no solo porque, en la década de 1970, no estaban internacionalmente criminalizadas las violaciones al derecho internacional humanitario aplicable a conflictos armados internos, sino porque tampoco puede afirmarse que haya existido en este país un conflicto armado interno en esos años.

Además, sostuvieron que la opinión del fiscal general Palacino, se dieron sobre la base de «las distorsiones fácticas y normativas» y que «no solo se hicieron afirmaciones históricas carentes de sustento, sino que, inclusive, se desnaturalizaron categorías jurídicas internacionales para darle un precario sustento a la opinión analizada».
También, desmiente la utilización como jurisprudencia la causa Milosevic, ya que «el Estatuto del Tribunal Penal Internacional para la ex-Yugoslavia (TPIY) no menciona expresamente conductas violatorias del derecho internacional humanitario referido a conflictos armados internos».

#### Procuración General de la Nación
El informe fue enviado a la Procuración General de la Nación el 26 de noviembre de 2007, y el procurador Esteban Righi, mediante una resolución, «hizo suyos» los fundamentos y las conclusiones de la Unidad Fiscal de Asistencia de Coordinación y seguimiento de las causas por violaciones a los Derechos Humanos, a los que les otorgó el carácter de instrucción general, e instruyó a los fiscales para que adoptaran esa postura.

Desde un punto de vista estrictamente jurídico, no corresponde aplicar a casos como el expuesto las categorías de los crímenes de lesa humanidad y de los crímenes de guerra.

El carácter de esta resolución significa que los fiscales de la nación deben adoptar dicha instrucción y aplicar las mismas conclusiones del informe y no pueden sostener la categoría de crímenes de les humanidad a este tipo de casos. Por lo que, la causa debe darse por prescripta, sin embargo el juez Sutter Schneider no ha procedido a cerrar la causa.

### Investigación por la verdad
En 2008, a partir del dictamen del juez Sutter Schneider, se abrió una causa paralela caratulada «Srio. Avg. s/ Privación ilegítima de la libertad (víctima: Argentino del Valle Larrabure)», sorteada al Juzgado Federal n.º 4 de Rosario.
Esta causa es una investigación sobre los hechos sucedidos durante el secuestro de Larrabure, más allá de la acción que puedan conllevar o no. Esta modalidad se inscribe en el paradigma de los juicios por la verdad que se posibilitaron desde la Resolución n.º 18/98 de la Cámara Federal de la Plata con el fin de «satisfacer la evaluación de investigar el destino final de los desaparecidos entre 1976 y 1983, descubrir la realidad de los sucedido y de esta manera dar respuesta a los familiares y a la sociedad».
El dictamen que dio pie a esta investigación fue apelado ante la Cámara Federal de Rosario, tanto de parte de los fiscales federales como del propio querellante, Arturo Larrabure. En 2009, la Cámara Federal de Apelaciones de Rosario dictó una resolución disponiendo continuar la investigación, la cual señaló que «resultan preocupantes las sucesivas y constantes articulaciones de revocatoria o nulidad de los fiscales intervinientes, que no se compadecen plenamente con la defensa de la legalidad ni los derechos de partes y que, sin duda, han provocado desgaste jurisdiccional, que debe ser evitado no solo en beneficio de la labor de los jueces y fiscales, sino en aras de los intereses generales de la sociedad».

#### Supuesta confirmación de lesa humanidad
Luego de la resolución de la Cámara Federal de Apelaciones de Rosario en la que se confirmaba la «investigación por la verdad» del caso Larrabure, varios medios de comunicación ―haciéndose eco de una carta del apoderado de Arturo Larrabure, Javier Vigo Leguizamón― informaron incorrectamente de la misma como una confirmación de la categoría de lesa humanidad dada por el fiscal general de Rosario al crimen.
En respuesta a esa información falsa, la Procuración General de la Nación publicó una nota aclatoria advirtiendo que se trataba de una resolución sobre temas estrictamente procesales y que «varios medios de prensa comunicaron de manera inexacta que la Cámara de Rosario se había pronunciado a favor de considerar los hechos del “caso Larrabure” como crímenes de lesa humanidad y efectuaron, asimismo, referencias erróneas a la actuación del Ministerio Público Fiscal».

#### Medidas de investigación propuestas por Arturo Larrabure
En el marco de esta investigación, Arturo Larrabure en su condición de querellante particular propuso 94 medidas «destinadas a demostrar la existencia del plan criminal diseñado por John William Cooke trazado para imponer mediante el terror un régimen marxista, y la relación de causalidad que medió entre la irresponsabilidad y tolerancia de los poderes del Estado y la acción terrorista». Algunas de ellas se reproducen a continuación.

1.- Si las organizaciones guerrilleras ERP y Montoneros, desarrollaron, siguiendo los lineamientos de John William Cooke, una estrategia destinada a infiltrar las masas peronistas y generar una sucesión de hechos revolucionarios que llevaran al país a una situación insurreccional tal que Juan Domingo Perón no tuviera más remedio que aceptar la instalación de un régimen marxista.

2.- Si durante la campaña electoral de Cámpora, Miguel Bonasso y Horacio Verbistky dirigieron la política de comunicación del Frente Justicialista de Liberación, y, en su caso, si ambos militaban entonces en la organización Montoneros.

4.- Si el indulto y la amnistía de los guerrilleros, en mayo de l973, constituyó un eslabón del plan criminal. Se investigará por qué se amnistió a los guerrilleros sin previamente desarmarlos, citándose a los parlamentarios que la votaron, que se encuentren vivos, a declarar sobre el particular.

16.- Si en su discurso de asunción como presidente, Héctor J. Cámpora exaltó la acción terrorista y ratificó su apoyo y tolerancia a la guerrilla

28.- Si en la masacre de Ezeiza no hubo un orden público garantizado por la fuerza del Estado, sino un orden montonero concurriendo cinco mil guerrilleros armados con armas cortas.

32.- Si los sucesos de Ezeiza fueron producto de un plan criminal dirigido a asesinar a Perón durante el acto y despejar el camino para que las organizaciones revolucionarias tomaran el poder e impusieran un régimen marxista.

43.- Si las organizaciones guerrilleras ocuparon puestos claves de la administración de Héctor J. Cámpora y de Juan Domingo Perón. Concretamente, si fueron un factor de poder con treinta diputados, control en las universidades, y estrechos contactos son los gobernadores de Buenos Aires, Córdoba, Mendoza, Salta, San Luis y Santa Cruz.

69.- Si en el Mensaje a los pueblos del mundo a través de la Tricontinental, Ernesto Guevara proclamó la estrategia cubana de impulsar en toda América Latina el desarrollo de focos revolucionarios.

71.- Si entonces Castro proclamó a la guerrilla como la principal forma de lucha en América Latina.

91.- Se investigue la presunta responsabilidad penal de los integrantes del gabinete ministerial del Pte. Cámpora, que se encuentren vivos, y de los integrantes del poder legislativo de entonces, en los hechos de presunto terrorismo de Estado relacionados.

94.- Si entre los objetivos del citado plan criminal estaba la matanza de niños.

Además, ha denunciado tanto a los fiscales de la causa como a miembros del gobierno, al reclamar informaciones sobre las personas que han percibido las indemnizaciones previstas en el artículo 2 de la ley 24 411, y si entre ellas se encuentran miembros de ERP o Montoneros, FAR, FAP y/u otras organizaciones guerrilleras, muertos durante los ataques a la Fábrica Militar de Villa María, Regimientos de Formosa y Azul, y Monte Chingolo, u otras unidades militares, o durante enfrentamientos legales con las Fuerzas Armadas o de Seguridad.

#### Expresiones contrarias a la continuación de la investigación judicial
La agrupación HIJOS Rosario expresó su oposición a que siga la investigación y su rechazo a la resolución del juez Marcelo Bailaque con el argumento de que «la calificación como crimen de lesa humanidad requiere que sean cometidos por un Estado o por grupos que operen con la anuencia y complicidad del mismo». Agregó que los ejecutores e ideólogos del hecho «fueron asesinados o desaparecidos por la dictadura, aplicándoseles de facto la pena de muerte a sus responsables».
La diputada Alicia Gutiérrez (del partido político Espacio SI) se opuso con el mismo argumento.